# لیرجت ۴۰
لیرجت ۴۰ (به انگلیسی: Learjet 40) یک هواگرد ساختِ کارخانهٔ بمباردیه اروسپیس در کشور کانادا است که در سال ۲۰۰۲ ساخته شد. این هواگرد برای نخستین بار در ۳۱ اوت ۲۰۰۲ میلادی مورد استفاده قرار گرفت.